# 瓦伦萨 (巴伊亚州)
瓦伦萨是巴西巴伊亚州的一个市镇。总面积1190.381平方公里，总人口89597人，人口密度75.3人/平方公里。